# Tacy jesteśmy
Tacy jesteśmy (ang. This Is Us) – amerykański serial telewizyjny (komediodramat) wyprodukowany przez Rhode Island Ave. Productions oraz 20th Century Fox Television, którego twórcą jest Dan Fogelman. Serial jest emitowany od 20 września 2016 roku przez NBC.
W Polsce "Tacy jesteśmy" jest emitowany od 1 marca 2017 roku przez Fox Polska oraz jest dostępny na platformie VOD Amazon Prime Video

## Fabuła
Serial skupia się na losach trzech 36-latków, bliźniakach i ich bracie adoptowanym oraz ich rodzicach. Fabuła osadzona jest w różnych czasach. Przedstawia losy rodziny współcześnie oraz powraca do ich dzieciństwa w retrospekcjach.

## Obsada

### Główna
- Mandy Moore jako Rebecca Pearson[4]
- Milo Ventimiglia jako Jack Pearson[4]
- Sterling K. Brown jako Randall Pearson; młodszą postać grają: Niles Fitch (15 lat), Lonnie Chavis (8-10 lat)[4]
- Justin Hartley jako Kevin Pearson; młodszą postać grają: Logan Shroyer(15 lat), Parker Bates (8-10 lat)[4]
- Chrissy Metz jako Kate Pearson; młodszą postać grają: Hannah Zeile (15 lat), Mackenzie Hancsicsak (8-10 lat)[5]
- Susan Kelechi Watson jako Beth Pearson[6]
- Chris Sullivan jako Toby Damon
- Ron Cephas Jones jako William H. Hill / Shakespeare
- Jon Huertas jako Miguel[7]
- Alexandra Breckenridge jako Sophie[8][7]; młodszą postać grają: Amanda Leighton (15 lat), Sophia Coto (10 lat)

### Role drugoplanowe
- Gerald McRaney jako dr Nathan Katowski/Doctor K
- Eris Baker jako Tess Pearson
- Faithe Herman jako Annie Pearson
- Janet Montgomery jako Olivia Maine[potrzebny przypis]
- Milana Vayntrub jako Sloane Sandburg
- Ryan Michelle Bathe jako Yvette[9]
- Denis O’Hare jako Jesse[10]
- Adam Bartley jako Duke[11]
- Jill Johnson jako Laurie

### Gościnne występy
- Wynn Everett jako Shelly (sezon 1)
- Jami Gertz jako Marin Rosenthal (sezon 1)
- Ron Howard jako on sam (sezon 1)
- Mario Lopez jako on sam (sezon 1)
- Seth Meyers jako on sam (sezon 1)
- Elizabeth Perkins jako Janet Malone (sezon 1)
- Katey Sagal jako Lanie Schulz (sezon 1)[12]
- Jimmi Simpson jako Andy Fannan (sezon 1)
- Alan Thicke jako on sam (sezon 1)
- Sylvester Stallone jako on sam[13] (sezon 2)

## Odcinki
| Sezon | Sezon | Odcinki | Oryginalna emisja    | Oryginalna emisja | Oryginalna emisja | Oryginalna emisja    | Oryginalna emisja |
| Sezon | Sezon | Odcinki | Premiera sezonu      | Finał sezonu      | Premiera sezonu   | Finał sezonu         |                   |
| ----- | ----- | ------- | -------------------- | ----------------- | ----------------- | -------------------- | ----------------- |
|       | 1     | 18      | 20 września 2016     | 14 marca 2017     | 1 marca 2017      | 31 maja 2017         |                   |
|       | 2     | 18      | 26 września 2017     | 13 marca 2018     | 10 marca 2018     | 16 czerwca 2018      |                   |
|       | 3     | 18      | 25 września 2018     | 2 kwietnia 2019   | 26 czerwca 2019   | 23 października 2019 |                   |
|       | 4     | 18      | 24 września 2019     | 24 marca 2020     | 5 lipca 2020      | 30 sierpnia 2020     |                   |
|       | 5     | 18      | 27 października 2020 | —                 | —                 | —                    |                   |

## Produkcja
3 września 2015 roku stacja NBC zamówiła pilotażowy odcinek serialu od Dana Fogelmana, który został także producentem wykonawczym obok Jessiego Rosenthala, Charliego Gogolak, Johna Requa oraz Glenna Ficarra.
15 listopada 2015 roku Mandy Moore, Milo Ventimiglia, Sterling K. Brown, Ron Cephas Jones oraz Justin Hartley dołączyli do obsady głównej serialu. 30 listopada 2015 roku ogłoszono, że Chrissy Metz dołączyła do This Is Us. 8 grudnia 2015 roku do obsady serialu dołączyła Susan Kelechi Watson.
14 maja 2016 roku stacja NBC ogłosiła zamówienie pierwszego sezonu serialu, którego premiera jest zaplanowana na sezon telewizyjny 2016/2017. Pod koniec lipca 2016 roku, poinformowano, że Jon Huertas dołączył w roli powracającej jako Miguel, drugi mąż Rebekki Pearson. Na początku sierpnia 2016 roku ogłoszono, że Katey Sagal wystąpi gościnnie w pierwszym sezonie "Tacy jesteśmy". W tym samym miesiącu poinformowano, że do obsady serialu dołączyły: Janet Montgomery jako Olivia Maine oraz Ryan Michelle Bathe jako Yvette. Pod koniec września 2016 roku stacja NBC zamówiła 5 dodatkowych odcinków serialu. Pod koniec października 2016 roku, ogłoszono, że Denis O’Hare pojawi się w serialu jako Jessie, przyjaciel Williama.
W grudniu 2016 roku, poinformowano, że do obsady dołączyli: Alexandra Breckenridge jako Sophie oraz Adam Bartley jako Duke. 19 stycznia 2017 roku stacja NBC zamówiła drugi i trzeci sezon This Is Us. Pod koniec czerwca 2017 roku poinformowano, że Jon Huertas i Alexandra Breckenridge awansowali do stałej obsady w 2 sezonie "Tacy jesteśmy". Na początku sierpnia 2017 roku, poinformowano, że Sylvester Stallone wystąpi gościnnie.
W maju 2019 roku, stacja NBC potwierdziła produkcję kolejnych trzech sezonów, zaznaczając że prawdopodobnie sezon szósty będzie ostatnim.